# クイズGoGoZ
『クイズGoGo!Z』（クイズゴーゴー ゼット）は、1995年4月16日から1996年9月29日まで毎日放送で放送されていたクイズ番組である。放送時間は毎週日曜 12:54 - 13:54 （日本標準時）。

## 概要
毎回25人の一般参加者が西川のりおとぜんじろう扮する「おじゃまブラザーズ」の妨害をくぐりぬけ、賞金の獲得を目指すという視聴者参加型のクイズ番組である。合言葉は「みんなで稼いで、仲間割れ！」。タイトルの「GoGo!Z」のZとは、ぜんじろうのイニシャルから付けられたものである。
かつて自局で放送されていた『クイズMr.ロンリー2』などと同様、殆どの回では女子大生が参加していた。また、女子高生や大阪のおばちゃん、ラジオ番組のDJや小学生などが参加する大会も行われていた。おじゃまブラザーズは、『関口宏の東京フレンドパークII』のホンジャマカのように毎回コスプレをしたり、着ぐるみ姿で登場したりしていた（初期には西川のりおだけがコスプレしていたが、後にぜんじろうもコスプレをするようになった）。コスプレや着ぐるみの内容は、時季に合わせたものや登場するゲストにちなんだものが主であった。
この番組は基本的に関西ローカルで放送されていたが、系列局のあいテレビでも同時ネットで放送。また、北海道放送（土曜日深夜（日曜日午前2時台）に）、中部日本放送（金曜日深夜）、RKB毎日放送（土曜深夜0:55『COUNT DOWN TV』は月曜深夜に遅れネットしていた）でも放送されていた時期がある。

## 出演者

### 司会
- 野村啓司（当時毎日放送アナウンサー）
- 高井美紀（毎日放送アナウンサー） - 出題担当。高井が出張などで不在の時には武川智美（毎日放送アナウンサー）が代理を務めていた。

### おじゃまブラザーズ
- 西川のりお
- ぜんじろう

## ルール

### 基本ルール
出場者は25人全体で出場者チームというくくりである。クイズに正解すると、賞金が出場者チームにプールされる。最終的な獲得賞金は、番組最後の山分けクイズ（後述）に正解した出場者で均等に山分けされる。

### おじゃまブラザース
しかし、「おじゃまブラザーズ」の二人が賞金の獲得を妨害しようとする。
おじゃまブラザースは、25人の出場者を相手に解答権を争い、問題に解答することで、クイズの問題を消費させ、賞金を獲得させないように努める。時期によっては、おじゃまブラザーズが正解するたびに、出場者チームの賞金が減らされたりした。（おじゃまブラザーズが出場者から奪った賞金は、おじゃまブラザーズの解答席の下にデジタル表示される）おじゃまブラザースの2名は結構クイズに強く、その使命を果たしていた。
なお、正解チャイムの音と不正解のブザーの音は、一般出場者側とおじゃまブラザーズ側でそれぞれ異なっている（区別をつけるため電子音と機械音の異なるタイプを使っていた。正解チャイム音の音程も高い音と通常の低い音と区別されている。ブザーは通常の機械音と「モヤー」とする音に区別）が、制限時間いっぱいのブザーは両方とも同じ音（機械音）であった。また、最終問題を告げるシグナル音もながれていた。

## 主なクイズ
第1期
GOGO!25万円クイズ
一問一答の早押しクイズを全部で25問出題。最初に押した1人だけが解答権を得る。正解なら1万円加算。お手つきは1万円減額。
女子大生ご指名クイズ
あるテーマで出場者がクイズの問題を作成、その中からおじゃまブラザーズが5人を指名し、その人が出す問題に答える。おじゃまブラザーズが1問間違えるたびに、出場者チームに5万円が加算される。
クイズ　モ～ゥアレしかない！
（このコーナーはおじゃまブラザーズはお休み）あるテーマから連想されるキーワードを全員1つずつフリップに書く。1番多かった答えが正解になる。初期は「正解の答え以外を書いた人数×1万円を減額」だった。後に「正解を書いた人数×5000円を加算」に変更された。
GOGO!50万円クイズ
基本的にGOGO!25万円クイズと同じだが、1問あたりのレートが2万円になっている。初期はお手つきなら相手に2万円加算されていた。（後にお手つきは2万円減額に変更。）さらに、途中から「勝ち抜け制度」を導入。このクイズに正解した出場者だけが、この後行う「山分けクイズ」の挑戦権を得る。
山分けクイズ
ディスコで見かけるような羽扇子を使って答える○×クイズ。○なら赤、×なら白を上げて解答する。2問出題され（勝ち抜け制度がなかった頃は全員参加で3問出題）その両方に正解した出場者全員で今回の賞金を山分けする。
スタートしてすぐの頃は全員参加で山分けジャンケン大会をやっていた。おじゃまブラザーズとジャンケンをして勝った人だけが残っていく（あいこはダメ）。初回は生き残りが5人以下になるまで続けた。2回目からは2人と1回ずつジャンケンをしてその両方に勝った人だけが山分けの権利を得た。（権利を得た人は、さらに3回目のジャンケンに挑戦できる。もしそれに勝てば山分けの取り分が2倍になるが、負け・あいこなら全額没収。もちろんやるかどうかは自由）しかし2ヶ月ほどでクイズに変更された。
第2期
今日の第1問
出場者全員に口答で答えてもらい、1人正解につき5000円を加算。
タイマンクイズ　答えてポン！
おじゃまブラザーズが出場者の中から3人を指名し、1対1で古今東西対決を行う。勝った方が5万円加算。
爆弾クイズ　答えてドカーン！
おじゃまブラザーズが出場者の中から3人を指名し、1対1で戦う。あるテーマにそった選択肢（6つの時と4つの時の2パターンがあった）の中に1つだけウソが入っている（初期はスタッフが無作為に選んだ「爆弾ワード」だった）出場者が必ず先手で、ウソを選んでしまうと負けになり、顔に粉を噴射される。各対決ごとに勝った方に3万円が加算される。
ハッタリクイズ　当てちゃイヤ～ン
出場者に問題を出題し、わかったら起立。その中からおじゃまブラザーズが1人を指名し、その人が正解なら出場者に、間違いならおじゃまブラザーズに、「問題ごとのレート×起立した人数」が加算される。
全部で3問出題され、レートは、第1問が3000円、第2問が5000円、第3問が1万円。
GOGO!25万円クイズとGOGO!50万円クイズは第1期と同じ。ただし、第2期の途中からGOGO!50万円クイズに以下のルールが追加された。「おじゃまブラザーズがクイズに正解するとリーチとなり、2問続けて正解すると、勝ち抜いた出場者が1名解答席に戻される〈複数いる場合は、抽選で選ばれた番号の出場者が解答席に戻される〉。リーチの状態で出場者側が正解するか、おじゃまブラザーズが不正解の場合リーチは消える。リーチの状態で出場者が不正解の場合はリーチは維持される。」
第3期
クイズ3つ言え
オープニングクイズとして行われた。文字通り3つ正解で成功すると、最初は10万円で、それ以降成功するごとに賞金は倍々に増える（20万→40万→80万→160万が上限）が、問題の難易度は次第に高くなる。30秒以内に3つ正解が出なかった時点でゲームオーバーとなり、そのあとにおじゃまブラザーズが登場する。問題を読んでいる時は「〜3つ言え。ギブ・スリー・アンサーズ」と言っていた。ちなみに成功の際のBGMは2パターンあったが、2回目以降の成功時に流れる方はかつて毎日放送でも放送されていたCBC製作の全国ネット番組『クイズ!おみごと日本』のCM明けに使われていたものと同じだった。
早押しクイズ
早押し一問一答形式クイズを合計25問出題。（パート1では15問）正解すると1万円が加算されるが、不正解の場合は1万円減らされる（初期はおじゃまブラザーズが正解した場合でも1万円減らされていた。そのため、おじゃまブラザーズ側の解答席には減らされた分の金額が表示されていた）。パート1が終わるとゲストが登場しここからはおじゃまブラザーズは3人になる。その後は早押しクイズパート2になる。10問出題で1問あたりのレートは2万円になる。
一発減額クイズ
クイズ3つ言えの次に行う筆記式クイズ。「○○と言えば?」というような連想クイズが出場者とおじゃまブラザーズ出題される。おじゃまブラザーズが書いたのと同じ答えが2人以上いた場合、賞金プール額がその人数で割った額に減額される。〈例・3人の場合は3分の1になる〉
爆弾クイズはレートが「1対決につき5万円」に変更された。
ボーナスタイム（風船BOMB）
出場者のみで行う。このコーナーの司会はブライアン・ホルス。クジで選ばれた出場者5人がホースを使って息を吹き込み、1分以内に風船（西川のりおの似顔絵が描かれていた）を割れば10万円が加算される。（初期は残り秒数×1万円だった）後に「全員参加」に変更され、「G・O・G・O・Z」の5つの風船に挑む方式になった。
勝ち抜けクイズ
第2期のGOGO!50万円クイズと同じ。1問正解で2万円加算。おじゃまブラザーズ正解やお手つきは2万円減額。
山分けクイズ
ゲストに関する出題で、1問目は○か×で質問する形式。2問目は出された問題に対して正解する・正解しないの予想をする（ゲストの登場のない最終回では1問目はぜんじろうに、2問目は西川のりおにそれぞれ解答してもらった。）。2問とも正解した出場者は、その人数分の頭割りで賞金が山分けされる。
末期は以下のように変更された
前半の早押しが「GOGO!50万円クイズ」となり、すべて1問2万円になった。お手つきは2万円減額（ただし、おじゃまブラザーズに正解されても減らなくなった）、さらにおじゃまブラザーズの金額表示が「おじゃまブラザーズ」と書かれたプレートで塞がれるようになった。また、途中ゲストを当てる問題（ハワイ風のBGMが流れる。シルエットクイズ形式でそのゲストに歌を歌ってもらい、その声を頼りに当てる。この問題のみ解答権は出場者だけ）があり、見事正解するとハワイ旅行が獲得できる（最終回はゲストは登場せず、アンケートクイズを出題。この問題で最後まで勝ち残った1人がハワイ旅行獲得となる）。
一発減額クイズが「大減額クイズ」とタイトルを変え、勝ち抜けクイズの直前に行われるようになった。
勝ち抜けクイズは1問3万円にレートが変更された。減額も「おじゃまブラザーズが2問連続で正解した時だけ」になった。

## その他
この番組が放送されていた頃はちょうど番組タイトルと同じ名前の競馬の競走馬「ゴーゴーゼット」号が活躍していた時期で、おじゃまブラザーズがゴーゴーゼット号を応援するコーナーが不定期で放送されていた。当然彼らが買う馬券はゴーゴーゼット号絡みの馬券である。
茶屋町のMBS本社内「ギャラクシーホール」（現・ギャラクシースタジオ）での非公開収録だった。
後番組には『クイズ絶対コーダ宣言』（司会・板東英二）がスタートした。